# Distretto di Krasnoperekopsk
Il distretto di Krasnoperekopsk (in russo Красноперекопский район?; in ucraino Красноперекопський район?; in tataro: Krasnoperekopsk rayonı) è un rajon appartenente de jure alla Repubblica Autonoma di Crimea e de facto alla Repubblica di Crimea con 29.540 abitanti al 2013. Il capoluogo è l'omonima città.

## Geografia antropica

### Suddivisioni amministrative
Il distretto è suddiviso in 12 insediamenti rurali con 38 villaggi.